# Sonstorps herrgård
Sonstorps herrgård är en herrgård i Finspångs kommun i Hällestads socken.

## Historia

### Rosenstråle
Sonstorps herrgård ägdes 1334 av Nils Jönsson (Rosenstråle). År 1377 bortbytte enligt Tham Jon Holmstensson och dess fru Ramborgh Jonsdotter, vilka tillhörde släkten Rosenstråle, ett par hyttor och gruvdelar på Hällestadberget till Bo Jonsson. 1436 tillhörde herrgården riksrådet Holmsten Johansson (Rosenstråle) och därefter sonen, riksrådet Erik Holmstensson (Rosenstråle), omkring 1500 Jöns Eriksson (Rosenstråle), vidare Erik Jönsson (Rosenstråle) (död före 1578), 1580 Jöns Eriksson (Rosenstråle), 1610 Birger Jönsson (Rosenstråle), senare Jöns Birgersson (Rosenstråle).

### 1650-talet
Efter Jöns Birgersson (Rosenstråle) död 1655, ärvdes egendomen av hans mågar Gustaf Crusebjörn till Sonstorp, som efter att i yngre år varit fänrik vid prinsens av Oraniens livgarde i Holland, levde på gården utan tjänst och generalmajoren Karl Gyllenpistol, som med sin maka sägs fått hälften i Sonstorp.  År 1683 hade Crusebjörn två hamrar och Gyllenpistol två hamrar hamrar. En tredje måg synes fått annat gods i utbyte. Crusebjörnska andelen av egendomen såldes till lagman Magnus Palmstierna (1666–1716) och hans fru Brita Margareta von Preutz (1674–1750). På på 1750-talet ägdes två hamrar av översten Adolf Gyllenpistol, men på 1760-talet synes det hela tillhört riksrådet Nils Palmstierna (1696–1766). Såldes efter 1783 av arvingarna till brukspatron Olof Burenstam och efter hans död 1821 av hans mågar, vilka ryttmästaren Stellan Mörner (död 1829), gift med Anna Sofia Burenstam (död 1833), utlöste de andra. På 1800-talet ägdes gården av kapten Gustaf Otto Mörner.

## Herrgården
Herrgården belägen strax nedanför Emmaåns inflöde i Hällestadsån och består av en huvudbyggnaden av sten i tre våningar med 40 rum. Huvudbyggnaden uppfördes 1792. På gården finns även flyglar med trädgård och park.

## Ägarlängd
- 1334: Nils Jönsson (Rosenstråle)[1]
- 1436: Holmsten Johansson (Rosenstråle)[1]
- Erik Holmstensson (Rosenstråle)[1]
- Jöns Eriksson (Rosenstråle)[1]
- Erik Jönsson (Rosenstråle)[1]
- 1580: Jöns Eriksson (Rosenstråle)[1]
- 1610–1624: Birger Jönsson (Rosenstråle)[1]
- 1624–1655: Jöns Birgersson (Rosenstråle)[1]